# Cantone di Cabourg
Il Cantone di Cabourg è una divisione amministrativa dell'arrondissement di Caen. e dell'arrondissement di Lisieux.
A seguito della riforma approvata con decreto del 17 febbraio 2014, che ha avuto attuazione dopo le elezioni dipartimentali del 2015, è passato da 13 a 34 comuni.

## Composizione
I 13 comuni facenti parte prima della riforma del 2014 erano:
- Amfreville
- Bavent
- Bréville-les-Monts
- Cabourg
- Colombelles
- Escoville
- Gonneville-en-Auge
- Hérouvillette
- Merville-Franceville-Plage
- Petiville
- Ranville
- Sallenelles
- Varaville

Dal 2015 i comuni appartenenti al cantone sono i seguenti 34:
- Amfreville
- Angerville
- Annebault
- Auberville
- Basseneville
- Bavent
- Bourgeauville
- Branville
- Bréville-les-Monts
- Brucourt
- Cabourg
- Cresseveuille
- Cricqueville-en-Auge
- Danestal
- Dives-sur-Mer
- Douville-en-Auge
- Dozulé
- Gonneville-en-Auge
- Gonneville-sur-Mer
- Goustranville
- Grangues
- Hérouvillette
- Heuland
- Houlgate
- Merville-Franceville-Plage
- Périers-en-Auge
- Petiville
- Putot-en-Auge
- Ranville
- Saint-Jouin
- Saint-Léger-Dubosq
- Saint-Vaast-en-Auge
- Sallenelles
- Varaville